# Уилям Шекспир: най-известният човек, който никога не е съществувал
Уилям Шекспир: най-известният човек, който никога не е съществувал е български пълнометражен художествено-документален филм на Лиза Боева. Филмът се базира на академичния труд на доц. д-р Лиза Боева Проектът Уилям Шекспир.
Премиерата на филма е на 11 октомври 2018 г. в зала България в рамките на 85-годишния юбилей на Ицхак Финци. Филмът е откупен за излъчване по БНТ.

## Анотация
Във филма актьорът Ицхак Финци е в образа на театралния режисьор Селзник, обсебен от идеята, че Уилям Шекспир от Стратфорд на Ейвън не е истинският автор на пиесите, познати ни като Шекспирови. В търсене на истината Селзник се отправя на дълго пътешествие по местата на действие на Шекспировите пиеси – Англия, Италия, Дания, Гърция. Изследването му прилича на разплитането на необикновена криминална загадка, усукваща се все по-сложно през годините и вековете.
Според Селзник авторът на Хамлет и Крал Лир е Роджър Манърс, пети граф Рътланд, решил по загадъчни причини да се скрие зад маската Уилям Шекспир.
Филмът е заснет по необичаен начин: Ицхак Финци се наема на работа на места, които са нужни за историята. Например той е назначен от общината във Верона да развлича туристите (свирейки на цигулка) из знакови Шекспирови места като дома на семейство Капулети и гроба на Жулиета. Или е назначен за половин сезон като градинар в имението на Рътланд в Белвоар. По този начин малкият екип (камера и звук) може без трудности да снима – служителите-приятели постепенно свикват със снимачната техника, а сетне дори помагат както могат.
Във филма са включени епизоди, заснети с деца (6-12-годишна възраст): те играят откъси от Шекспирови пиеси (на сцената са заедно с Ицхак Финци).

## Снимачен процес
- Ицко Финци, Венецианска улица
- Лиза Боева, остров Вулкано
- Лиза Боева, Ицко Финци – снимачен процес
- Ицко Финци, Лиза Боева – Верона, снимачен процес
- Лиза Боева, Ицко Финци – снимачен процес
- Лиза Боева, Ицхак Финци – Верона, снимачен процес
- Лиза Боева, замък в Шотландия
- Ицхак Финци –снимачен процес
- Лиза Боева, Ицхак Финци – снимачен процес
- Ицхак Финци – Верона, снимачен процес

## Прожекции
През 2018 г. филмът е представен в кино Одеон; след прожекцията има среща с екипа.
На 1 октомври 2019 г. в кино Одеон съвместно с прожекция на филма бе представен академичният труд на доц. д-р Лиза Боева Проектът Уилям Шекспир.